# Цир (село)
Цир — село в Україні, у Любешівській селищній громаді Камінь-Каширського району Волинської області.
Населення становить 1207 осіб. До 2017 орган місцевого самоврядування — Цирська сільська рада.

## Історія
У 1793—1917 роках село знаходилося у складі Любешівської волості Пінського повіту Мінської губернії.

## Населення
Згідно з переписом УРСР 1989 року чисельність наявного населення села становила 1221 особа, з яких 629 чоловіків та 592 жінки.
За переписом населення України 2001 року в селі мешкали 1202 особи.

### Мова
Розподіл населення за рідною мовою за даними перепису 2001 року:
| Мова       | Відсоток |
| ---------- | -------- |
| українська | 99,34 %  |
| російська  | 0,50 %   |
| білоруська | 0,17 %   |